# Anthony W. Price
Anthony William Price (* 10. Dezember 1947) ist ein britischer Philosoph und Philosophiehistoriker auf dem Gebiet der antiken griechischen Philosophie.
Price besuchte von 1956 bis 1961 die Dragon School, Oxford, und von 1961 bis 1965 das Winchester College. Von 1966 bis 1970 studierte er Literae humaniores am Balliol College der Universität Oxford. Auf dieses Studium, das er 1970 mit dem B.A. abschloss, folgte 1972 ein M.A. sowie ein B.Phil. in Philosophie am St John’s College, Oxford. 
Von 1972 bis 1995 lehrte er Philosophie an der University of York (zunächst als Lecturer, von 1994 an als Reader), von 1995 bis 2016 am Birkbeck, University of London (von 1995 bis 1997 als Lecturer, von 1997 bis 2010 als Reader, von 2010 bis 2016 als Professor). Von 1983 bis 1986 war er von der University of York beurlaubt für eine Tätigkeit als College Lecturer in Philosophy am Wadham College, Oxford, von 1989 bis 1990 ebenfalls beurlaubt für ein akademisches Jahr als Fulbright-Stipendiat und Junior Fellow am Center for Hellenic Studies in Washington, D.C., im Jahr 1990 als Visiting Associate Professor an der Brown University.  Von 2006 bis 2008 hatte er ein Leverhulme Major Research Fellowship inne. Seit 2016 ist er emeritiert.
Price arbeitet zur griechischen Ethik, insbesondere zu Platon und Aristoteles, und zur Moralpsychologie sowie zur zeitgenössischen Ethik.

## Schriften (Auswahl)
- Virtue and Reason in Plato and Aristotle. Clarendon Press, Oxford 2011.
- Contextuality in Practical Reason. Clarendon Press, Oxford 2008.
- Mental Conflict. Routledge, London 1995.
- Love and Friendship in Plato and Aristotle. Clarendon Press, Oxford 1989, erweiterte Auflage 1997.